# Chavenay
Chavenay település Franciaországban, Yvelines megyében. Lakosainak száma 1741 fő (2022. január 1.). Chavenay Les Clayes-sous-Bois, Davron, Feucherolles, Plaisir, Saint-Nom-la-Bretèche, Thiverval-Grignon és Villepreux községekkel határos.

## Népesség
A település népességének változása:
| Lakosok száma | 1855 | 1818 | 1877 | 1815 | 1791 | 1767 | 1743 | 1746 | 1741 |
|               | 2013 | 2015 | 2016 | 2017 | 2018 | 2019 | 2020 | 2021 | 2022 |